# Бонч-Бруевич, Виктор Леопольдович
Виктор Леопольдович Бонч-Бруевич (8 января 1923, Москва — 9 апреля 1987, Москва) — советский физик-теоретик.

## Биография
Отец — Леопольд Леонидович Авербах, литературный критик, редактор и комсомольский работник; мать — Елена Владимировна Бонч-Бруевич (1904—1985), дочь В. Д. Бонч-Бруевича, врач.
Окончив школу в 1941 году, добровольцем ушёл в Красную армию, участвовал в боевых действиях сначала в составе коммунистического батальона, затем, после ранения в январе 1942 г. учился в МГУ с февраля 1942 г. до июня 1943 г.
После демобилизации окончил физфак МГУ и аспирантуру в Институте физической химии АН СССР под руководством Ф. Ф. Волькенштейна; затем преподавал в Московском институте связи, а с 1955 года работал на кафедре физики полупроводников физфака МГУ.

## Научная деятельность
Сыграл важную роль в становлении теории полупроводников в СССР. Совместно с Ф. Ф. Волькенштейном выполнил основополагающие работы по теории хемосорбции и катализа на поверхности полупроводников. Ему принадлежат классические результаты по многочастичному обоснованию зонной теории кристаллов методом двухвременных функций Грина.
Одновременно с другими исследователями выполнил пионерские работы по теории сильнолегированных полупроводников. Наиболее известны его исследования по теории неустойчивостей в полупроводниках. Уделял большое внимание теории неупорядоченных полупроводников и проблеме стохастических автоколебаний в полупроводниках.
В 1979 году занимал Гаусс-профессуру в Гёттингенском университете. Почётный доктор естественных наук Берлинского университета имени Гумбольдта (ГДР). Лауреат премии имени М. В. Ломоносова (1980) за цикл работ по исследованию доме́нной электрической неустойчивости в полупроводниках (совместно с И. А. Куровой).

#### Книги
- Бонч-Бруевич В. Л., Тябликов С. В. Метод функций Грина в статистической механике. — М.: Физматгиз, 1961. — 312 с.
- Бонч-Бруевич В. Л., Миронов А. Г. Введение в электронную теорию неупорядоченных полупроводников: в 4-х ч. — М., 1972. — 223 с.
- Бонч-Бруевич В. Л., Звягин И. П., Миронов А. Г. Доменная электрическая неустойчивость в полупроводниках. — М.: Наука, 1972. — 414 с.
- Бонч-Бруевич В. Л., Калашников С. Г. Физика полупроводников. — М.: Наука, 1977. — 672 с.

#### Статьи
- Авербах В. Л.[5], Медведев Б. В. К теории квантованного пространства-времени // ДАН СССР. — 1949. — Т. 64, № 1. — С. 41—44.
- Авербах В. Л., Медведев Б. В. Задача многих тел в квантованном пространстве-времени // ЖЭТФ. — 1950. — Т. 20, вып. 1. — С. 92.
- Бонч-Бруевич В. Л. Квантовые теории адсорбции // УФН. — 1950. — Т. 40, вып. 3. — С. 369—406.
- Волькенштейн Ф. Ф., Бонч-Бруевич В. Л. О поведении электронов в ионных кристаллах // ЖЭТФ. — Т. 20, вып. 7. — С. 624—635.
- Боголюбов Н. Н., Бонч-Бруевич В. Л., Медведев Б. В. К инвариантному построению квантовой теории поля // ДАН СССР. — 1950. — Т. 74, № 4. — С. 681—684.
  - Бонч-Бруевич В. Л., Медведев Б. В. К инвариантному построению квантовой теории поля. II // ЖЭТФ. — 1952. — Т. 22, вып. 4. — С. 425—435.
- Бонч-Бруевич В. Л. Статистика электронов в кристалле при учете температурной зависимости глубины локальных уровней // ЖТФ. — 1951. — Т. 21, вып. 7. — С. 853—855.
- Бонч-Бруевич В. Л. Электронные уровни атомов, адсорбированных на поверхности кристалла. II // ЖФХ. — 1951. — Т. 25, вып. 9. — С. 1033—1042.
- Бонч-Бруевич В. Л., Тябликов С. В. К теории элементарных возбуждений в слабо неидеальном электронном газе в кристалле // ДАН СССР. — 1951. — Т. 76, № 6. — С. 817—819.
- Бонч-Бруевич В. Л. К теории энергетических спектров квантовых систем многих частиц // ДАН СССР. — 1952. — Т. 87, № 5. — С. 711—714.
- Бонч-Бруевич В. Л. Метод расчета электронных уровней атомов, адсорбированных на поверхности кристалла // ЖФХ. — 1953. — Т. 27, вып. 5. — С. 662—673.
- Бонч-Бруевич В. Л. Химическая адсорбция атомов на поверхности кристалла, содержащей дефекты структуры // ЖФХ. — 1953. — Т. 27, вып. 7. — С. 960—967.
- Бонч-Бруевич В. Л., Медведев Б. В. Приведение произведений операторов к каноническому виду в теории вторичного квантования // ЖЭТФ. — 1953. — Т. 25, вып. 4. — С. 410—416.
- Бонч-Бруевич В. Л. К теории энергетических спектров квантовых систем взаимодействующих частиц // ЖЭТФ. — 1953. — Т. 25, вып. 4. — С. 417—428.
- Бонч-Бруевич В. Л., Волькенштейн Ф. Ф. Понятие «неоднородной поверхности» в теориях адсорбции // ЖФХ. — 1954. — Т. 28, вып. 7. — С. 1219—1224.
- Бонч-Бруевич В. Л. Операторы реальных частиц и уточненное определение T-произведения // ДАН СССР. — 1954. — Т. 98, № 4. — С. 561—563.
- Бонч-Бруевич В. Л. Распределение Ферми при абсолютном нуле при учете взаимодействия электронов с нулевыми колебаниями решетки // ЖЭТФ. — 1955. — Т. 28, вып. 1. — С. 121—122.
- Бонч-Бруевич В. Л. Физические идеи метода элементарных возбуждений (Многоэлектронная задача в теории твёрдого тела) // УФН. — 1955. — Т. 56, вып. 1. — С. 55—76.
- Бонч-Бруевич В. Л., Медведев Б. В. Альберт Эйнштейн // Физика в школе. — 1955. — № 4. — С. 89—90.
- Бонч-Бруевич В. Л., Пумпер Е. Я. О формуле вольтамперной характеристики n—p-перехода // ЖТФ. — 1955. — Т. 25, вып. 8. — С. 1520—1521.
- Бонч-Бруевич В. Л. Адиабатическое приближение в теории функции Грина // ДАН СССР. — 1955. — Т. 105, № 4. — С. 689—692.
- Бонч-Бруевич В. Л. К теории взаимодействия электронного газа с колебаниями кристаллической решетки // ЖЭТФ. — 1956. — Т. 30, вып. 2. — С. 342—350.
- Бонч-Бруевич В. Л. К теории ферромагнетизма в неидеальной решетке // ФММ. — 1956. — Т. 2, вып. 2. — С. 215—221.
- Бонч-Бруевич В. Л. Замечания к статье Г. Е. Пикуса и Ю. А. Фирсова // ЖТФ. — 1956. — Т. 26, вып. 6. — С. 1372.
- Бонч-Бруевич В. Л. К вопросу о многоэлектронном обосновании теории полупроводников // Фізичний збірник. Наукові записки Львівського Державного Університету імені Ів. Франка. — 1956. — Т. 33, вип. 1(6). — С. 59―70.
- Бонч-Бруевич В. Л. К вопросу о поверхностной рекомбинации // ЖТФ. — 1956. — Т. 26, вып. 6. — С. 1137—1140.
- Бонч-Бруевич В. Л. Статистика электронов и дырок в гомеополярном полупроводнике при учете взаимодействия с колебаниями решетки // ЖЭТФ. — 1956. — Т. 31, вып. 2. — С. 254—260.
- Бонч-Бруевич В. Л. Теория полупроводников на VIII Всесоюзной конференции по полупроводникам // УФН. — 1956. — Т. 60, вып. 2. — С. 213—224.
- Бонч-Бруевич В. Л. Спектральные представления функций Грина в нерелятивистской задаче многих тел // ЖЭТФ. — 1956. — Т. 31, вып. 3. — С. 522—523.
- Бонч-Бруевич В. Л. Об одном механизме рекомбинации носителей тока в сильно легированных полупроводниках // Изв. АН СССР. Сер. физ. — 1957. — Т. 21, № 1. — С. 87—96.
- Бонч-Бруевич В. Л. Замечания к теории электронной плазмы в полупроводниках // ЖЭТФ. — 1957. — Т. 32, вып. 5. — С. 1092—1097.
- Бонч-Бруевич В. Л. Об экситонном механизме захвата носителей тока в гомеополярных полупроводниках // ЖЭТФ. — 1957. — Т. 32, вып. 6. — С. 1470—1478.
- Бланк В. З., Бонч-Бруевич В. Л., Ширков Д. В. Замечание к группе мультипликативной ренормировки в квантовой теории поля // ЖЭТФ. — 1957. — Т. 33, вып. 1. — С. 265—266.
- Бонч-Бруевич В. Л. К теории электронной плазмы в твердом теле // ФММ. — 1957. — Т. 4, вып. 3. — С. 546—547.
- Бонч-Бруевич В. Л. К вопросу о различии между центрами рекомбинации и уровнями прилипания // ЖТФ. — 1958. — Т. 28, вып. 1. — С. 67—69.
- Бонч-Бруевич В. Л. К теории эффекта поля // ЖТФ. — 1958. — Т. 28, вып. 1. — С. 70—76.
- Бонч-Бруевич В. Л., Герценштейн М. Е. К теории магнитной восприимчивости металлов // ЖЭТФ. — 1958. — Т. 34, вып. 1. — С. 261.
- Бонч-Бруевич В. Л. О применении метода функций Грина к многоэлектронной задаче в твердом теле // ФММ. — 1958. — Т. 6, вып. 4. — С. 590—600.
- Бонч-Бруевич В. Л., Гласко В. Б. К теории химической адсорбции на металлах // Вестник Московского университета. Серия математики, механики, астрономии, физики, химии. — 1958. — № 5. — С. 91—104.
- Бонч-Бруевич В. Л. О применении группы перенормировки к кулоновской задаче в твердом теле // ФММ. — 1958. — Т. 6, вып. 5. — С. 769—775.
- Бонч-Бруевич В. Л. О спиновом механизме рекомбинации носителей тока в ферромагнитных полупроводниках // ФТТ. — 1959. — Т. 1, вып. 2. — С. 186—191.
- Бонч-Бруевич В. Л., Гласко В. Б. Об энергетическом спектре электронов в неидеальной решетке металла // ДАН СССР. — 1959. — Т. 124, № 5. — С. 1015—1017.
- Бонч-Бруевич В. Л. О связи между константами взаимодействия электронов с фононами и с примесями в металлах // ДАН СССР. — 1959. — Т. 124, № 6. — С. 1233—1235.
- Бонч-Бруевич В. Л. Об одном методе вычисления электропроводности // ЖЭТФ. — 1959. — Т. 36, вып. 3. — С. 924—926.
- Бонч-Бруевич В. Л. Метод функции Грина для систем с короткодействующими силами // ФММ. — 1959. — Т. 7, вып. 2. — С. 174—180.
- Бонч-Бруевич В. Л. К теории температурных функций Грина // ДАН СССР. — 1959. — Т. 126, № 3. — С. 539—542.
- Бонч-Бруевич В. Л. Плазменные колебания при наличии вырожденных зон // ФММ. — 1959. — Т. 7, вып. 3. — С. 448—450.
- Бонч-Бруевич В. Л. Уточненная теория плазменной рекомбинации // ФТТ. — 1959. — Т. 1, вып. 7. — С. 1076—1083.
- Бонч-Бруевич В. Л. К теории примесных зон // ФТТ. — 1959. — Т. 1, вып. 8. — С. 1213—1220.
- Бонч-Бруевич В. Л., Коган Ш. М. К теории электронной плазмы в полупроводниках // ФТТ. — 1959. — Т. 1, вып. 8. — С. 1221—1224.
- Бонч-Бруевич В. Л., Сандомирский В. Б. Федор Федорович Волькенштейн (К 50-летию со дня рождения) // ЖФХ. — 1959. — Т. 33, вып. 7. — С. 1676.
- Бонч-Бруевич В. Л. О ферромагнетиках с двумя точками Кюри // ФММ. — 1959. — Т. 8, вып. 2. — С. 309—310.
- Бонч-Бруевич В. Л. Спектральные представления многовременных температурных функций Грина // ДАН СССР. — 1959. — Т. 129, № 3. — С. 529—532.
- Бонч-Бруевич В. Л. К теории примесных состояний в полупроводниках // Физика твердого тела : сборник статей II. — 1959. — С. 177—181.
- Бонч-Бруевич В. Л. Коэффициенты рекомбинации при наличии кулоновского барьера // Физика твердого тела : сборник статей II. — 1959. — С. 182—185.
- Бонч-Бруевич В. Л. К теории ударной рекомбинации в полупроводниках // ФТТ. — 1960. — Т. 2, вып. 3. — С. 465—473.
- Бонч-Бруевич В. Л., Миронов А. Г. К теории электронной плазмы в магнитном поле // ФТТ. — 1960. — Т. 2, вып. 3. — С. 489—498.
- Бонч-Бруевич В. Л. О зависимости спектра фононов от концентрации свободных носителей тока // ФТТ. — 1960. — Т. 2, вып. 8. — С. 1857—1863.

## Награды
В 1985 году награждён орденом Отечественной войны 2 степени.